# Santa Maria delle Grazie-templom (Milánó)
A Santa Maria delle Grazie-templom Milánó egyik leghíresebb, az UNESCO világörökség listáján 1980 óta szereplő bazilikája. A Milánói főegyházmegye területéhez tartozik.
A templomban található az Utolsó vacsora című freskó, Leonardo da Vinci egyik legismertebb alkotása.

## Története
I. Francesco Sforza, Milánó hercege rendelte el, hogy építsenek dominikánus kolostort és templomot a város egyik terére, ahol korábban a Kegyelmes Szűz Mária tiszteletére fölszentelt kápolna már állt. Guiniforte Solari tervei alapján, a kolostor 1469-ben, a templom 1492–93-ra készült el. Milánó új uralkodója, Ludovico Sforza (il Moro) elhatározta, hogy az épülő templomnak a Sforza-család temetkezési helyéül is szolgálnia kell, így – vélhetően Donato Bramante tervei alapján – 1494-re átépíttette a templom apszisát. Ludovico feleségét, Beatrice d’Estét 1497-ben már oda temették.
1943. augusztus 15. éjjelén az angol-amerikai légicsapások miatt bombatalálat érte a kolostort is. A refektórium (szerzetesek egykori étkezőhelye) megsemmisült, de néhány fal – így az is, amelyre az Utolsó vacsorát (Il Cenacolo) festették – épségben maradt.

## Építészeti jellegzetességei
A nyeregtetős templom homlokzata lombard gótikus stílusú, ezzel szemben a Bramante-féle díszes márványkapuzat reneszánsz alkotás. A kétféle stílus keveredése leginkább a templomnak a Corso Magentára nyíló oldalán figyelhető meg. Az oldalfalat Solari építette. A három félköríves apszis és a kereszthajó hatalmas, sokszögű négyzetes kupolájával, amely könnyed, körbefutó törpegalériára támaszkodik, Bramante munkája. A fehér márvány és a vörös terrakotta díszítés együttes alkalmazása és kontrasztja Bramantéra jellemző. A lábazaton a Viscontiak és a Sforzák címerei sorakoznak.
A külső fal hét falpillérének megfelelően mindkét oldalhajóban hét-hét kápolna van. A jobbra lévő oldalhajó első kápolnájában 15. és 16. századi sírok találhatók, az oltár fölött pedig ismeretlen, 15. századi lombardiai festőtől származó, művészettörténeti érdekességű freskó, a Madonna delle Grazie másolata.  A negyedikben Gaudenzio Ferrari freskói (1540) láthatók, amelyek a Passió jeleneteit ábrázolják, az ötödikben pedig a 16. századból származó angyalos mennyezeti stukkódíszítés figyelemreméltó. A bal oldalhajó első kápolnájában Donato da Montorfanónak tulajdonított freskórészletek láthatók, a másodikban pedig Luigi Arcimboldinak és Branda Castiglione grófnak szentelt emlékművek. Az előbbi szobrait Agostino Busti, az utóbbit Giovanni Antonio Amadeo alkotta a 16. században.
A Bramante géniuszáról tanúskodó tágas szentély négy oldalának erőteljes íveit kerékmotívumok díszítik, és a térhatást jelentősen fokozza az előtte magasodó csegelyes kupola. A festmények közül figyelemre méltó a jobb oldalon hátul látható Madonna a szentekkel és a donátorral című freskó, melyet egy Leonardo iskolájához tartozó ismeretlen művész festett. A falakat dominikánus szentek képei díszítik. A faragott és intarziás széksorok 1470–1510 között készültek.
Az egykori kolostor épületei, az udvarok és átjárók a templomtól balra helyezkednek el. A térről nyílik a főbejárat, innen egy kis előcsarnokon keresztül megközelíthető a nagyterem is, ahol Az utolsó vacsora látható. A kolostorba a templomon keresztül lehet bejutni. A templom szentélyéből ugyanis – baloldalt az Utolsó vacsora, hátul – átjáró nyílik a négyzet alakú oszlopos Chiostrino (Kis kerengő felé. Az árkádokkal körülvett kis udvart Ludovico Sforza szintén Bramantéval terveztette. Az átjáró fölötti keretben egy 16. századi dombormű áll, amely a Madonnát ábrázolja a Gyermekkel. Figyelemre méltó a Kis kerengőben két, Bramantinónak tulajdonított, térdeplő alak: Alexandriai Szent Katalin és Szent Péter vértanúk. Baloldalt középen érhető el a hosszúkás sekrestye, amelynek bejárata fölött ugyancsak Bramantinótól származó festmény látható: Madonna két szem között. A sekrestye legszebb berendezési tárgyai az 1489-ben készült intarziás és festett faliszekrények és az 1680-ból származó óra, amely a hónapokat és az évszakokat is jelzi.
Ugyancsak a templomból, a bal oldali utolsó kápolna és a szentély között levő ajtón át kis előtéren keresztül lehet bejutni  a Madonna delle Grazie-kápolnába. Ez volt az eredeti templom, amelyet beépítettek az újba. Homlokzati részeit barokk stílusban átalakították, hátsó oldala azonban – két ikeroszlop között – 15. századbeli. Értékesek az ugyancsak a 15. századból származó mennyezetfreskók, amelyek akkor kerültek napvilágra, amikor a második világháborús bombázások következtében az őket elfedő vakolat hullani kezdett. Az oltár fölötti kép azt a jelenetet ábrázolja, amikor Gasparo Vimercato, a templom alapítója, családjával együtt menedéket talált az oltalmazó Madonnánál.
A templom bal oldali oldalhajója mellett áll a  Chiostro dei Morti (Holtak kerengője vagy Nagy kerengő), amely az eredeti Solari-építmény részeként, 1463-ból származik. Előtte húzódik a refektórium, amely a bazilika előtti térről kis előcsarnokon át közelíthető meg. Ennek túlsó, bal oldali falán látható Leonardo remeke Az utolsó vacsora.

## Az utolsó vacsora

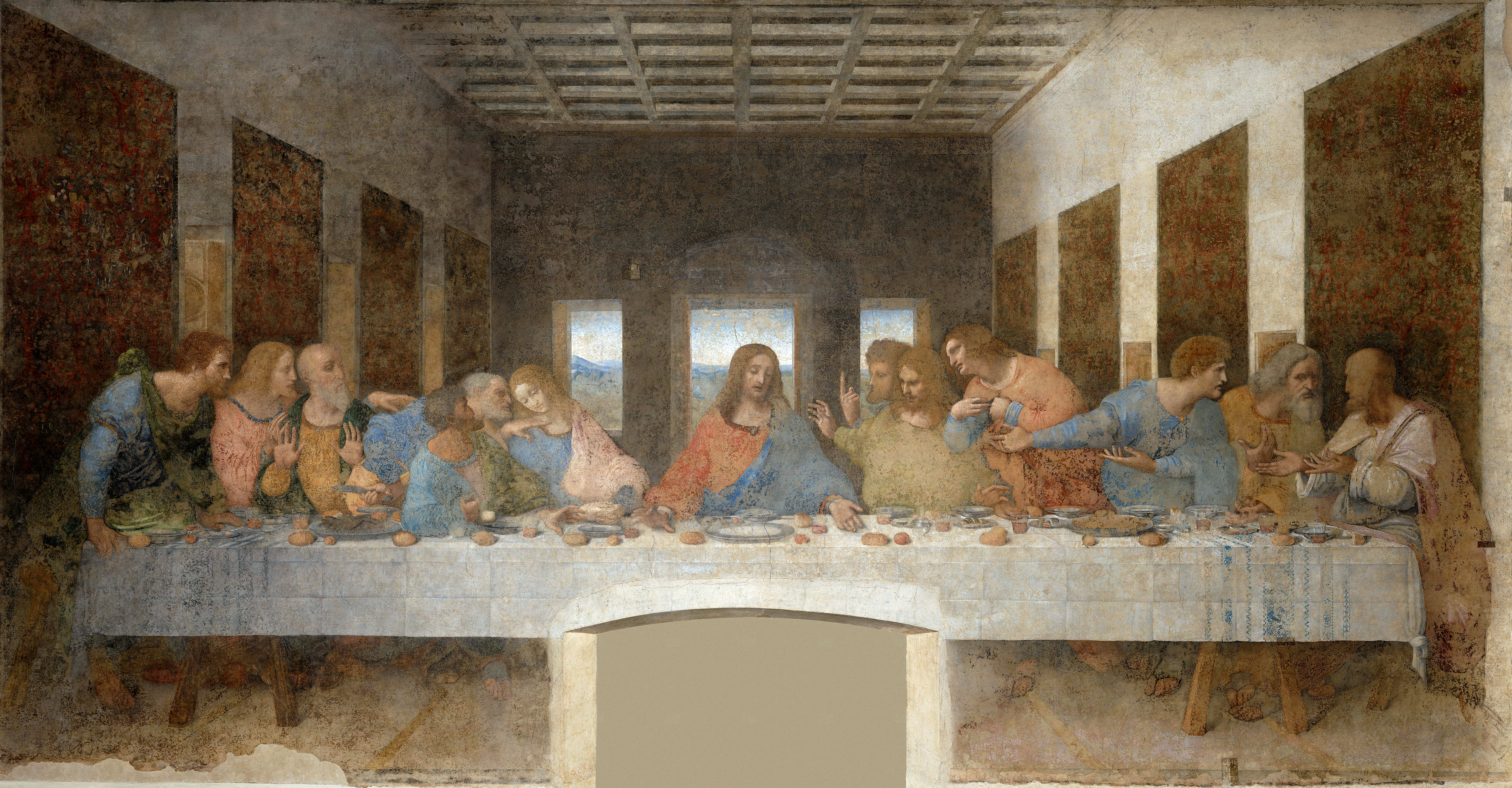
Az utolsó vacsora

A 9 x 4,5 m-es freskó azt a drámai jelenetet örökíti meg, amikor Jézus a 12 apostolnak kijelenti, hogy egyikük el fogja árulni őt.
Ludovico Sforza (il Moro) herceg kérte fel 1495-ben Leonardo da Vincit a híres evangéliumi jelenet megörökítésére. A kép 1497-re el is készült, de alig 20 évvel utána már kétségessé vált, hogy képes lesz-e ellenállni az időnek. Leonardo eltért ui. a freskófestészet addig ismert technikájától: erős temperát használt, amelyet csirizzel és gipsszel preparált falrétegre vitt fel. Nem tudni biztosan, hogy az eljárás helytelensége vagy egyszerűen a fal nyirkossága miatt, a 16. században a nagy mű állapota egyre romlott és a század végére már menthetetlennek ítélték. A falba egy ajtót is vágtak, amelynek a festmény egy része áldozatul esett. Két évszázadon át nem túl sokat tettek megmentésére. Ezek után Beilotti, majd Mazza Barezzi restaurálta, de közbelépésük alighanem többet ártott a képnek, mint használt. 1908-ban Cavenaghi és 1924-ben Silvestri újabb kísérletet tett megmentésére, s nekik végre sikerült a színek reprodukálásával egyidejűleg elszigetelniük a képet a nyirkos faltól. 1943-ban a refektórium az angolszász bombázás következtében beomlott, de Leonardo alkotása sértetlen maradt és a terem újjáépítésekor, 1947-ben, Mauro Pellicoli újabb erőfeszítéseket tett a festmény megmentésére. Fáradozását 1952-re siker koronázta, a helytelen restaurálási kísérletek nyomait eltüntette, s helyreállította a nagyjában eredeti freskót. Érdekes felfedezés is tulajdonítható neki: a legfelső réteg alatt ráakadt Leonardo saját kézjegyére.